# Romance (film 1920)
Romance è un film muto del 1920 diretto da Chester Withey. Il soggetto è tratto da Romance, un lavoro teatrale di successo scritto da Edward Sheldon, andato in scena in prima a Broadway al Maxine Elliott's Theatre il 10 febbraio 1913, con protagonista la nota attrice Doris Keane.

## Trama
Quando lo zio, vescovo di New York, sconsiglia il nipote Harry dal continuare la sua relazione con un'attrice che il giovane vorrebbe portare all'altare, il giovane lo accusa di non capire niente delle faccende amorose. Lo zio, allora, gli racconta del suo grande amore di gioventù per una famosa cantante lirica, madame Cavallini. 

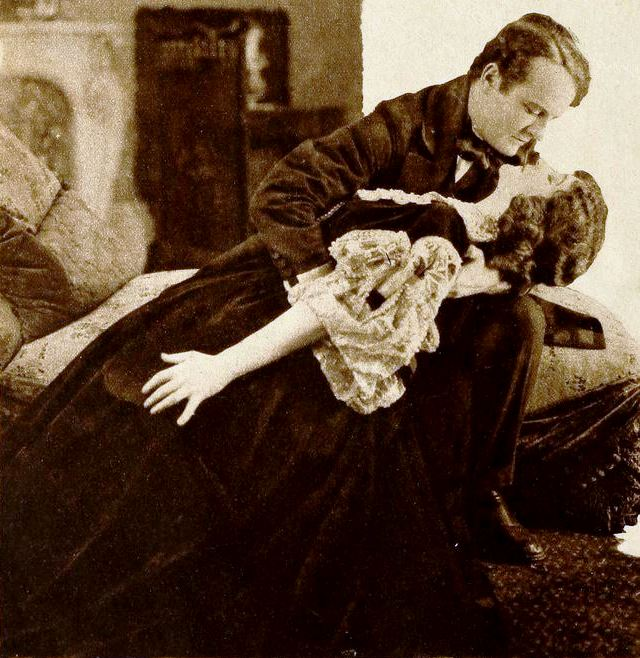
Basil Sydney e Doris Keane

Perdutamente innamorato, aveva scoperto che lei era stata l'amante di Cornelius, un suo vecchio amico e l'aveva allontanata da lui. Lui, all'epoca giovane pastore, preso dalla purezza dello spirito, aveva voluto poi convertirla. Ma, il fuoco della passione si era riacceso in lui e aveva ceduto al desiderio profano, baciandola appassionatamente. Era stata allora la volta di lei di allontanarlo e lui, alla fine, aveva convenuto con lei, dandole ragione, lasciandola per sempre. Dopo questo racconto, Harry è più determinato di prima a sposare la sua attrice: il vescovo, il cui cuore si è risvegliato a causa dei suoi stessi ricordi, gli dà la sua benedizione.

## Produzione
Il film fu prodotto dalla D.W. Griffith Productions. Griffith comperò i diritti cinematografici del lavoro teatrale di Edward Sheldon per 150.000 dollari con, inclusa nel pacchetto, anche la star Doris Kean, l'attrice che aveva portato al successo la commedia sui palcoscenici di Broadway.

## Distribuzione
Distribuito dalla United Artists, il film uscì nelle sale cinematografiche USA il 16 maggio 1920. In Francia, dove fu distribuito con il titolo Amour d'antan, fu presentato in sala il 12 gennaio 1923; in Portogallo, come Amor Doutrora, il 25 giugno 1926.